# 尼古拉·晓洛科夫
尼古拉·阿尼西莫维奇·晓洛科夫（俄语：Никола́й Ани́симович Щёлоков，1910年11月13日—1984年12月13日），苏联政治、军事人物，陆军大将军衔。曾任乌克兰苏维埃社会主义共和国地方工业部副部长；乌共中央工业委员会副书记；摩尔达维亚苏维埃社会主义共和国部长会议第一副主席、国民经济委员会主席、摩共中央第二书记；苏联公共秩序维护部长；苏联内务部部长。他是勃列日涅夫“第聂伯罗彼得罗夫斯克帮”的重要成员。安德罗波夫上台后，被查出涉嫌贪污腐败以及参与“莫斯科火车站暗杀”，又有传闻怀疑他暗杀白共中央第一书记彼得·马谢罗夫。他最终在1984年12月13日用一杆收藏的猎枪自杀身亡。

## 生平
- 1910年11月26日出生于叶卡捷琳诺斯拉夫省阿尔马兹纳。父亲是一名冶金工人，母亲是一名医生。12岁起在当地矿山做马夫。1926年毕业于当地中学。
- 1926年-1929年，当地矿业学校学习，期间在卡季伊夫卡伊利奇矿做工人。
- 1929年-1933年，第聂伯罗彼得罗夫斯克冶金学院学习。1931年加入联共（布）。
- 1933年-1934年，阿尔马兹纳冶金工厂斯塔尔高炉车间轮班主管。
- 1934年-1935年，苏联红军服役。
- 1935年-1938年12月，第聂伯罗彼得罗夫斯克冶金设备厂工程师、高炉车间副主任、平炉车间主任。
- 1938年12月-1939年12月，乌共（布）第聂伯罗彼得罗夫斯克州赤卫军区委第一书记。
- 1939年12月-1941年8月，第聂伯罗彼得罗夫斯克市长。卫国战争期间负责组织当地工矿企业、党政机关和居民的疏散工作。
- 1941年7月-1942年，红军南方方面军军事委员会委员。
- 1942年-1943年，外高加索方面军、北高加索方面军政治部后勤副主任。
- 1943年-1945年12月，第218步兵师副政委；第28军副政委。
- 1945年12月-1946年8月，喀尔巴阡军区政治部党委书记。
- 1946年10月-1947年12月，乌克兰苏维埃社会主义共和国地方工业部副部长。
- 1947年10月-1948年11月，乌共（布）中央工业委员会副书记兼乌共（布）中央工业部副部长。
- 1948年12月-1951年1月，乌共（布）中央轻工业部部长。
- 1951年1月-1958年7月，摩尔达维亚苏维埃社会主义共和国部长会议第一副主席。期间，1957年6月-1958年7月，摩尔达维亚苏维埃社会主义共和国国民经济委员会主席。
- 1959年4月-1962年3月，摩尔达维亚苏维埃社会主义共和国部长会议第一副主席。
- 1962年5月-1965年2月，摩尔达维亚苏维埃社会主义共和国国民经济委员会主席。期间，1962年5月-1963年1月，摩尔达维亚苏维埃社会主义共和国部长会议副主席。
- 1965年2月-12月，摩尔达维亚苏维埃社会主义共和国部长会议第一副主席。
- 1965年12月-1967年2月，摩共中央第二书记。
- 1966年9月-1968年12月，苏联公共秩序维护部长。
- 1968年12月-1982年12月，苏联内务部长。
- 1982年12月-1984年，苏联国防部监察组成员。
- 1982年12月17日，在勃列日涅夫去世一个月后，苏联新领导人安德罗波夫下令发起对他的腐败调查，随后被免职。根据苏联新任内政部长维塔利·费多尔丘克的指示，在晓洛科夫领导期间对苏联内政部的活动进行了全面检查，揭示了大量滥用和参与腐败的事实。在搜查过程中，在谢洛科夫的家中发现了文物、珠宝、名画和高级汽车。对国家的总损失估计为50万卢布。1983年6月15日，晓洛科夫被免除中央委员职务。1984年11月6日，他被剥夺了陆军大将军衔。12月7月被开除党籍。
- 1984年12月13日在莫斯科自杀身亡，时年74岁。葬于瓦甘科沃公墓。

晓洛科夫是苏共23-26大代表；第23-26届中央委员；第4-7届苏联最高苏维埃民族院代表，第8-10届苏联最高苏维埃联盟院代表。

## 军衔
- 营政委
- 中校（1943年晋升）
- 上校（1944年晋升）
- 中将（1966年9月17日晋升）
- 上将（1967年11月1日晋升）
- 大将（1976年9月19日晋升，1984年11月6日剥夺）

## 荣誉
苏联：除战斗勋章外，其余均在1984年12月12日剥夺
- 社会主义劳动英雄称号（1980）
- 四次列宁勋章（1945,1966,1970,1980）
- 十月革命勋章（1978）
- 两次红旗勋章（1944,1945）
- 二级波格丹·赫梅利尼茨基勋章（1945）
- 一级卫国战争勋章（1943）
- 劳动优秀奖章（1948）
- 红星勋章（1943）
- 勇敢奖章（1943）
- 纪念列宁诞辰一百周年奖章
- 守卫苏联国界有功奖章
- 四次维护社会秩序有功奖章
- 救火勇敢奖章
- 保卫高加索奖章（1944）
- 攻克维也纳奖章
- 1941-1945年伟大卫国战争战胜德国奖章
- 1941-1945年伟大卫国战争胜利二十周年奖章
- 1941-1945年伟大卫国战争胜利三十周年奖章
- 1941-1945年伟大卫国战争中忘我劳动奖章
- 苏联武装力量五十周年奖章
- 苏联武装力量六十周年奖章
- 苏联警察五十周年奖章
- 开垦处女地奖章（1964）
- 巩固战斗友谊奖章（1982）
- 一级圆满服役奖章
- 苏联武装力量老兵奖章
- 内政部荣誉工作者称号
- 第聂伯罗彼得罗夫斯克荣誉市民（1980）

蒙古：
- 苏赫巴托尔勋章
- 两次战功奖章
- 蒙古人民革命五十周年奖章
- 诺门罕战役胜利三十周年奖章

波兰：
- 大十字级复兴勋章
- 指挥官十字星级复兴勋章
- 英勇十字勋章

捷克斯洛伐克：
- 白狮勋章
- 军事十字勋章
- 军事纪念奖章
- 金质巩固友谊奖章

东德：
- 一级祖国功绩勋章

## 外部連結
维基共享资源上的相關多媒體資源：尼古拉·晓洛科夫